# دانا سوير
دانا سوير (بالإنجليزية: Dana Sawyer)‏ هو كاتب أمريكي، ولد في 4 يوليو 1951 في Jonesport, Maine ‏ في الولايات المتحدة.